# تنقيبات حوض حمرين
تنقيبات إنقاذيه في حوض بحيرة حمرين هي سلسلة من عمليات التنقيب عن الآثار في حوض بحيرة حمرين. بدأتها مؤسسة الآثار العراقية بمسح آثاري شامل عقب إعلان وزارة الري العراقية في عام 1976عن قرب تنفيذ مشروع سد حمرين الأروائي. وقد أنجزت عملية المسح في أوائل سنة 1977 وتم أعداد خارطة للمنطقة التي ستغمرها المياه وتحديد ما يقرب من سبعين موقعاً أثريا سيتناولها الغمر. وتتراوح أزمنة هذه المواقع بين أواخر الألف السادس قبل الميلاد و بين القرن الثاني عشر الميلادي.